# Hrabstwo Rappahannock

Piramida wieku hrabstwa

Hrabstwo Rappahannock – hrabstwo w USA, w stanie Wirginia, według spisu z 2000 roku liczba ludności wynosiła 6 983. Siedzibą hrabstwa jest Washington.

## Geografia
Według spisu hrabstwo zajmuje powierzchnię 692 km², z czego 692 km² stanowią lądy, a 0 km² – wody.

### Miasta
- Washington

### CDP
- Chester Gap
- Flint Hill
- Sperryville